# ترداستون
ترداستون (انگلیسی: Treadstone) یک مجموعه تلویزیونی آمریکایی در ژانر اکشن درام بر پایه مجموعه فیلم بورن است. «پیش‌نمایش ویژه» پایلوت در ۲۴ سپتامبر ۲۰۱۴ در یواس‌ای نتورک روی آنتن رفت و در ۱۵ اکتبر ۲۰۱۹، نخستین قسمت آن پخش شد. این مجموعه توسط تیم کرینگ ساخته شده‌است و در کنار رامین بحرانی، بن اسمیث، جفری وینر، جاستین لوی، بردلی توماس و دان فریدکین تهیه‌کننده اجرایی است. ترداستون به‌طور کلی نقدهای گوناگونی از منتقدان دریافت کرد و پس از پخش یک فصل لغو شد.